# Wilson Galeano
Wilson Galeano (Medellín, Antioquia, Colombia; 11 de octubre de 1979) es un exfutbolista colombiano. Jugaba de defensa. Es recordado por un partido jugado el 27 de octubre de 2013 (Deportivo Pasto vs. Santa Fe), donde fue protagonista del encuentro al anotar dos autogoles, marcando un hito en la liga colombiana.

## Caso Deportes Quindío
El 4 de junio de 2025 la Corte Suprema de Justicia de Colombia ordenó el reintegro del futbolista al club Deportes Quindío, tras declarar ineficaz su despido ocurrido en 2015. En ese entonces, Galeano fue desvinculado del equipo mientras se encontraba en situación de discapacidad, lo que llevó a que la Asociación Colombiana de Futbolistas Profesionales (ACOLFUTPRO) respaldara su caso legal. La Corte concluyó que el despido vulneró la estabilidad laboral reforzada que protege a los trabajadores en condición de discapacidad, incluso en el ámbito del fútbol profesional. Como resultado, el club deberá reincorporar al jugador y pagarle los salarios, prestaciones y aportes a la seguridad social correspondientes desde la fecha de su despido.

## Clubes
| Club                 | País     | Año         |
| -------------------- | -------- | ----------- |
| Atlético Bucaramanga | Colombia | 2002 - 2003 |
| Atlético Bello       | Colombia | 2003        |
| Pumas de Casanare    | Colombia | 2004        |
| Patriotas            | Colombia | 2008 - 2010 |
| Deportivo Pasto      | Colombia | 2011 - 2013 |
| Deportes Quindío     | Colombia | 2014 - 2015 |

## Palmarés

### Campeonatos nacionales
| Título    | Club            | País     | Año  |
| --------- | --------------- | -------- | ---- |
| Primera B | Deportivo Pasto | Colombia | 2011 |